# Trommelfeuer

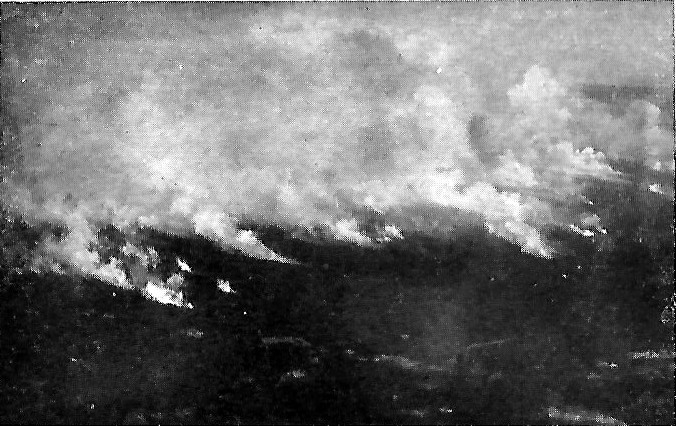
Deutsches Trommelfeuer am 31. Juli 1917

Als Trommelfeuer bezeichnet man einen massiven Artilleriebeschuss auf ein bestimmtes Gebiet. Die Detonationen der einschlagenden Granaten gehen dabei in ein dröhnendes Donnern über, einzelne Einschläge sind nicht mehr herauszuhören. Die Artillerie soll hierbei Flächenwirkung und weitgehende Vernichtung im Zielgebiet erreichen. Die Geschütze schießen dazu Dauerfeuer gemäß Zeitvorgabe.
Das Trommelfeuer war eine Reaktion auf die Taktik der Infanterie, sich in Schützengräben zu verschanzen. Mit einem massiven Feuerschlag sollte sie vernichtet oder zumindest demoralisiert werden.
Trommelfeuer hatten neben weitgehender Vernichtung des Gegners eine große psychische Wirkung auf die Kampfmoral der betroffenen Soldaten. Es war maßgeblich verantwortlich für Ausfälle durch Kriegsneurosen, die auf psychischem Stress durch stundenlanges oder sogar tagelanges Trommelfeuer beruhten.
Trommelfeuer wurden im Ersten Weltkrieg als Teil des Stellungskrieges angewandt. Mit ihnen wurden zumeist größere Angriffsoperationen begonnen (siehe Artillerievorbereitung). Im Zweiten Weltkrieg wurde das Trommelfeuer durch Bombenteppiche der entsprechenden Luftwaffe verstärkt oder ersetzt.
In der modernen beweglichen Kriegsführung hat das Trommelfeuer seine Bedeutung verloren. Punktuelle Zielbekämpfung oder Feuerschläge auf definierte Flächenziele sind die Regel. Dennoch können bei einer konventionell geführten militärischen Auseinandersetzung erste Angriffsoperationen durch einen starken Artillerie- und Raketenbeschuss eingeleitet werden (siehe Zweiter Golfkrieg, Irakkrieg).
Im Ersten Weltkrieg fand das Trommelfeuer bei der Schlacht um Verdun (1916) und im selben Jahr bei der Schlacht an der Somme seine vorläufigen Höhepunkte. Dabei wurden innerhalb kurzer Zeit und auf engem Raum Millionen von Artilleriegranaten aller Kaliber verschossen.
Das größte Trommelfeuer der Kriegsgeschichte wurde wohl 1945 in der Schlacht um die Seelower Höhen geschossen. Dabei wurden über 20.000 sowjetische Geschütze, Granatwerfer und Raketenwerfer eingesetzt.